# Długosz-Haus (Krakau)

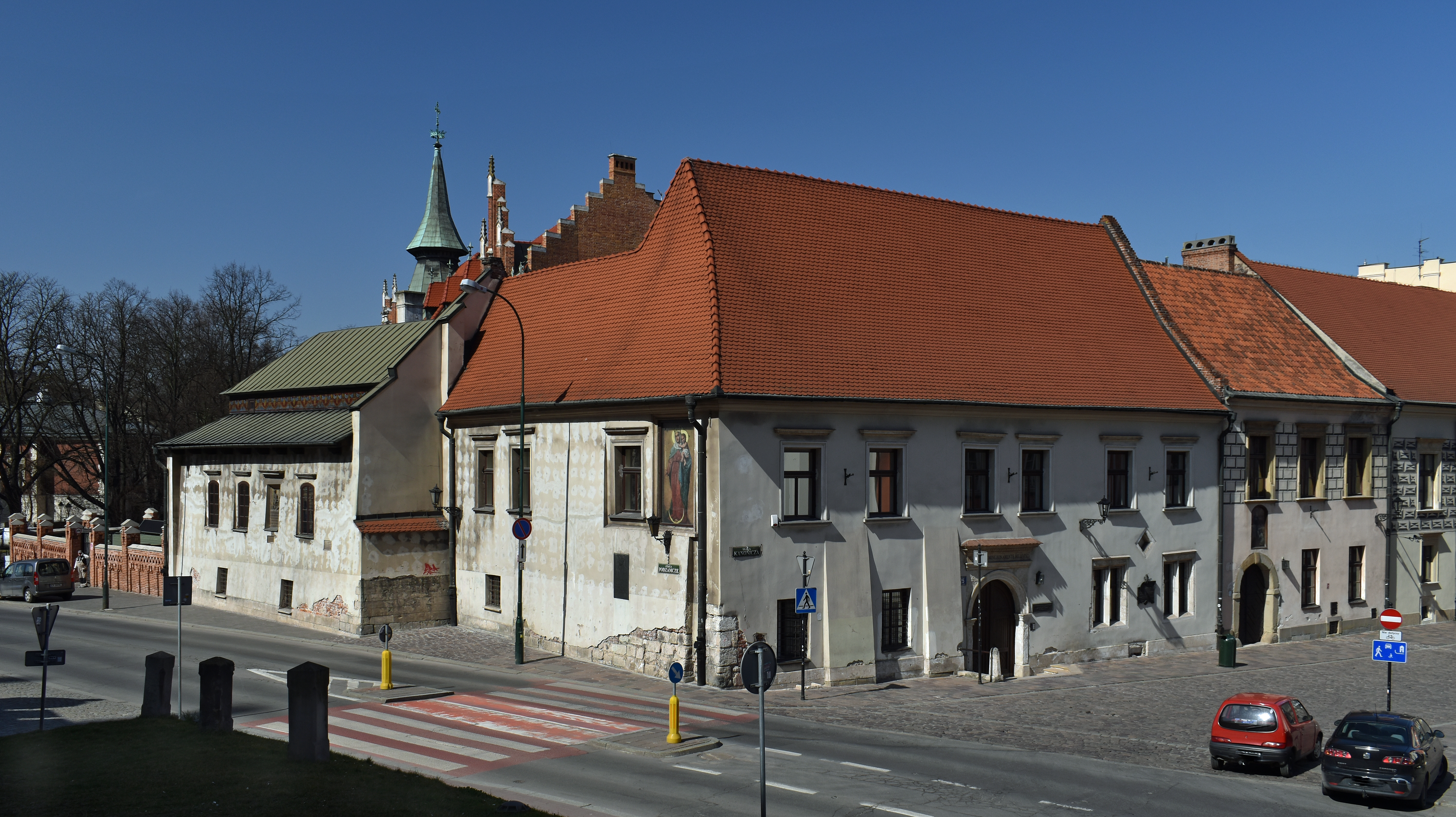
Długosz-Haus, Fassade

Das Długosz-Haus ist ein historisches Haus in Krakau in Polen. Es wurde im 14. Jahrhundert im gotischen Stil erbaut. Es ist nach dem polnischen Diplomaten, Geographen und Historiker Jan Długosz bekannt, der hier im 15. Jahrhundert als Kanoniker der Wawelkathedrale gewohnt hat.

## Lage
Das Haus befindet sich im südlichen Teil der Altstadt in der Kanoniker-Straße 25 unterhalb der Wawelburg. Heute beherbergt es das Rektorat der Päpstlichen Universität Johannes Paul II.

## Geschichte
Das Haus wurde in der ersten Hälfte des 14. Jahrhunderts als königliches Bad unterhalb der Königsburg am Stadttor Lateranea errichtet. Hierzu wurde die Rudawa mit dem Königlichen Mühlbach umgeleitet, der zur Wasserversorgung des Bades diente. 1390 ging das Gebäude an den Ritter Krystyn von Ostrów, der hier seinen Sitz einrichtete. 1413 tauschte er das Gebäude mit dem Domkapitel gegen einige Dörfer im Krakauer Umland. Das Gebäude wurde seither als Kanonikerhaus genutzt. Ab 1450 wohnte Jan Długosz hier. Er starb am 19. Mai 1480 in dem Haus. Dieses blieb im Besitz des Domkapitels. Im 19. Jahrhundert wurde es von dem Krakauer Künstler Stanisław Wyspiański gemietet. Bereits sein Vater hatte ein Atelier in dem Haus gehabt. 1991 ging das Gebäude an die Päpstliche Universität, die dort ihr Rektorat einrichtete.

## Sonstiges
Weitere Długosz-Häuser befinden sich in Sandomierz und Wiślica:
- Długosz-Haus (Sandomierz)
- Długosz-Haus (Wiślica)

## Nachweise
- Jan Adamczewski: Mała encyklopedia Krakowa. Kraków: Hurnex, [2003], s. 205 (hasło: Miechowita Maciej), 567 (hasło: Ulice), 613 (hasło: Wyspiański Stanisław). ISBN 83-918802-0-6
- Homepage der Universität

Koordinaten: 50° 3′ 34″ N, 19° 56′ 5″ O